# Amatos de Salvatierra
Amatos de Salvatierra es una entidad singular de población española del municipio de Pedrosillo de los Aires, en la provincia de Salamanca. En 2017 contaba con 10 habitantes.

## Geografía
El núcleo de población pertenece al término municipal salmantino de Pedrosillo de los Aires, en la comunidad autónoma de Castilla y León. Forma parte de la comarca de Salvatierra.

## Historia
La fundación de Amatos de Salvatierra se remonta a la repoblación llevada a cabo por el rey Alfonso IX de León a principios del siglo XIII, cuando quedó incluido en el alfoz de Salvatierra, dentro del Reino de León, denominado en la Edad Media simplemente «Amatos». Amatos quedaba encuadrada en el Censo de población de las provincias y partidos de la Corona de Castilla en el siglo XVI, también sin la coletilla «de Salvatierra», bajo el epígrafe «Salvatierra y su tierra».
La localidad aparece descrita en el segundo volumen del Diccionario geográfico-estadístico-histórico de España y sus posesiones de Ultramar de Pascual Madoz de la siguiente manera:

AMATOS DE SALVATIERRA: ald. en la jurisd. de Pedrosillo de los Aires, prov., adm. de rent. y dióc. de Salamanca (5 1/5 leg.), part. jud. de Alba de Tormes (4), aud. terr. y c. g. de Valladolid (23): sit. en una llanura gredosa con 4 casas bajas propias para labradores, é igl. dedicada á San Miguel, aneja de la vicaria de Navarredonda de la Fuente Santa. Confina su térm. por N. con Sanchituerto, E. con Castillejo, S. con La Dueña y O. con Pedrosillo de los Aires: por él pasa un arroyo sin nombre propio, bastante caudaloso, que nace en la sierra de Herreros y muere en el Alándiga, y ademas hay una abundante fuente de agua potable, y una magnífica huerta cultivada con esmero: rodea la ald. un monte cuadrado que se estiende de E. á O. 5/4 leg., cuyo arbolado de encina, bien cuidado, mantiene por un quinquenio 200 cerdos de vara y 500 malandares; y hallándose sin roturar en su mayor parte, los pastos que cria son de mediana calidad á escepcion de las riberas en que son algo mejores: las tierras de labor ascienden á 400 huebras y se labran cada tres años con 7 pares de ganado vacuno; de ellas 250 son de primera clase, y tan buena que producen el 14 por 1; 100 de segunda y 50 de tercera: los caminos son bastante quebrados, y la correspondencia se recibe por los vec. en Salvatierra, á cuyo part. ant. perteneció. prod. trigo, cebada, lino, buenas legumbres y frutas; ganado lanar, vacuno, cerdoso y caballar; caza de conejos, perdices y liebres, y á temporadas corzos que bajan de la sierra. Los buenos morales de los alrededores tienen nombradía en el pais. pobl. 4 vec. 12 hab. dedicados á la agricultura. cap. terr. prod. 787,700 rs.; imp. 36,505 reales.
(Madoz, 1846, p. 234)

## Demografía
Hacia 1534 se le concedían 21 vecinos. Su población, que a mediados del siglo XIX ascendía a 12 habitantes, se había reducido en 2017 a 10, de los cuales 5 eran hombres y 5 mujeres.